# Акаталепсия
Акаталепсия (от греч. a — отриц. частица, и katalepsis  — понимание; также греч. akatalêptos — непознаваемое) — 1) в скептической философии обозначение состояния духа, в котором человек воздерживается от всякого утверждения; 2) душевная болезнь, состоящая в отсутствии способности восприятия.

## Философское понятие
Уже Пиррон и Тимон принимали такое состояние духа за теоретически единственно правильное; но особенно разработал это понятие Аркесилай в своей полемике против стоиков. Он утверждал, что между мнением и знанием нет ничего среднего, что мудрец стремится к знанию, а не ко мнению; но знание невозможно, следовательно мудрец должен воздерживаться от всякого утверждения и пребывать в акаталепсии.